# Tethya seychellensis
Tethya seychellensis är en svampdjursart som först beskrevs av Wright 1881.  Tethya seychellensis ingår i släktet Tethya och familjen Tethyidae. Inga underarter finns listade i Catalogue of Life.